# Robert Răducanu
Robert Dumitru Răducanu (n. 5 septembrie 1996, București, România) este un fotbalist român liber de contract, care joacă pe post de atacant.